# Бодяк ежовый
Бодяк ежовый или бодяк игольчатый (лат. Cirsium echinus) — травянистое растение рода Бодяк (Cirsium) семейства Астровые (Asteraceae).

## Ботаническое описание

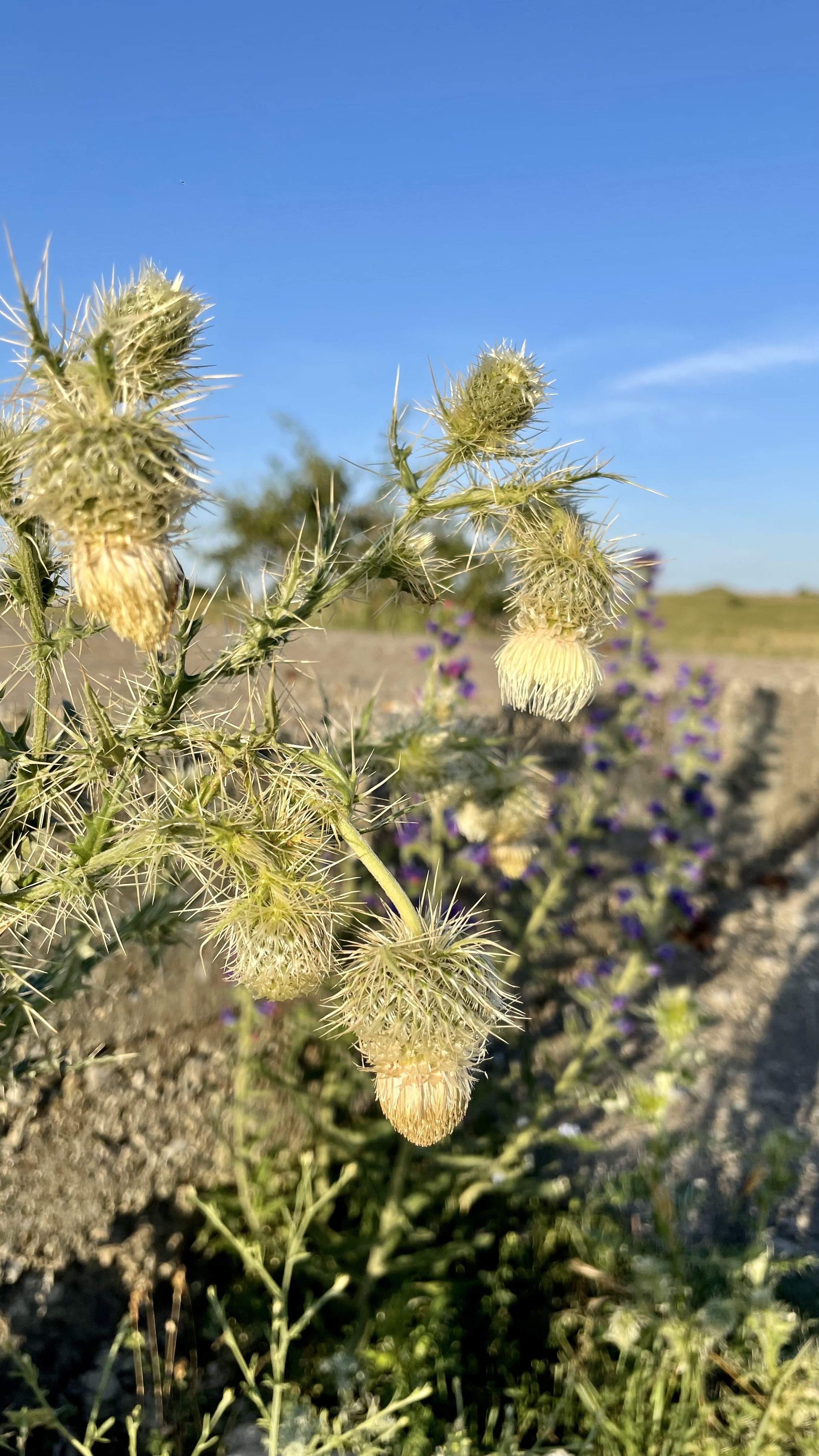
Побеги с соцветиями. Дагестан, Казбековский р-н, ~960 м н.у.м., каменистая бровка Сулакского каньона

Двулетнее травянистое растение .
Стебли 45—60 см высотой, ребристые, восходящие, от середины б. м. раскидисто ветвистые, б. м. густопаутинисто-волосистые, до верхушки густо олиственные, развивающие многочисленные корзинки в метельчатом соцветии.
Листья сверху зелёные, с желтоватой средней жилкой, рассеянно паутинисто-волосистые, снизу беловойлочные, от глубоко выемчато-перистораздельных до почти цельных, с насаженными на верхушку зубцов до 10 мм дл. тонкими желтоватыми шипами. Прикорневые листья до 12 см длиной и 3 см шириной, продолговатоланцетные, почти до основания выемчато-перистораздельные на треугольно-яйцевидные двух-трехраздельные и по краю зубчатые длинношиповатые доли, между зубцами короткошиповатые, к основанию суженные в удлиненный, ширококрылатый, по краю длинношиповатый черешок. Стеблевые листья удлиненноланцетные, до середины выемчато-перистораздельные на треугольно-яйцевидные доли, до 9 см длиной  и 2 см шириной, у основания расширенными ушками слегка низбегающие на стебель.
Цветки собраны в многочисленные корзинки, одиночные или по две, верхушечные или пазушные на боковых веточках, сближенные в коротко-кистевидном соцветии, на верхушке стебля в щитковидно-метельчатом соцветии; обертка округло-яйцевидная, 1—2 см шир., у основания с немногочисленными, сильно редуцированными, длинноперисто-шиповатыми прицветными листьями, короче обертки, соломенно-желтая или беловато-желтая, голая, с многочисленными чешуйками, заостренными в длинные крепкие шипы; наружные лч. обертки от яйцевидных до продолговатоланцетных; кверху суженные, с зеленым пятном, переходящие в расширенный перепончатый придаток яйцевидной формы, глубоко перисто- и бахромчатонадрезанный у наружных и более коротко-бахромчатый у средних листочков, заостренных в длинные, желтоватые, вверх направленные шипы; внутренние лч. обертки линейно-ланцетные, с пленчато расширенной, по краю зубчатой верхушкой, оттянутой в остроконечие. Цветки беловатые или палевые; вн. 19 мм дл., с узкой трубкой до 9 мм дл., в расширенной части глубже середины надрезанный; смк. буровато-желтая, 4 мм дл., с узкой окраиной и выступающим на верхушке бугорком; хохолок грязно-желтовато-белый, 17 мм дл., с зазубренными кончиками внутренних волосков.

## Места обитания
На горных лугах и пастбищах, вдоль дорог, иногда как сорное в посевах и на залежах, от предгорий до субальпийского пояса.
Ареал: по всему Кавказу, Средняя Европа (Чехословакия, занесено), Малая Азия, Арм.-Курд., Иран.

## Синонимика
В синонимику вида Cirsium echinus (M.Bieb.) Hand.-Mazz. в Ann. Naturh. Mus. (Wien) 23: 197 согласно базе данных GBIF на декабрь 2022 входят следующие наименования:
Гомотипные:
- Carlina echinus M.Bieb.
- Cirsium carlinoides (Schrank) B.Fedtsch.

Гетеротипные:
- Cirsium echinus (M.Bieb.) Sch.Bip.
- Cirsium scleranthum M.Bieb.
- Cnicus carlinoides Schrank
- Cnicus carlinoides var. carlinoides
- Cnicus echinus Kuntze
- Echenais carlinoides Cass.
- Echenais nutans Cass.
- Echenais sclerantha (M.Bieb.) K.Koch

## Известные гибриды
- с Cirsium obvallatum (M. Bieb.) Fisch. (Бодяк окутанный) — Cirsium × lojkae Somm. & Levier.
- с Cirsium subinerme Fisch. & C.A. Mey. (Бодяк солончаковый) — Cirsium × grossheimii Petrak.